# Blackburneus villiersianus
Blackburneus villiersianus är en skalbaggsart som beskrevs av Clement 1969. Blackburneus villiersianus ingår i släktet Blackburneus och familjen Aphodiidae. Inga underarter finns listade.